# BMW řady 8 (E31)
BMW 8 (interní označení E31) je luxusní kupé německé automobilky BMW. V době svého uvedení do prodeje se jednalo o vlajkovou loď automobilky. I když je někdy řada 8 považována za nástupce typu řady 6, jedná se ve skutečnosti o zcela novou řadu vozů, která byla zamýšlena jako konkurence pro vozy Mercedes-Benz, Porsche nebo Ferrari

## Historie

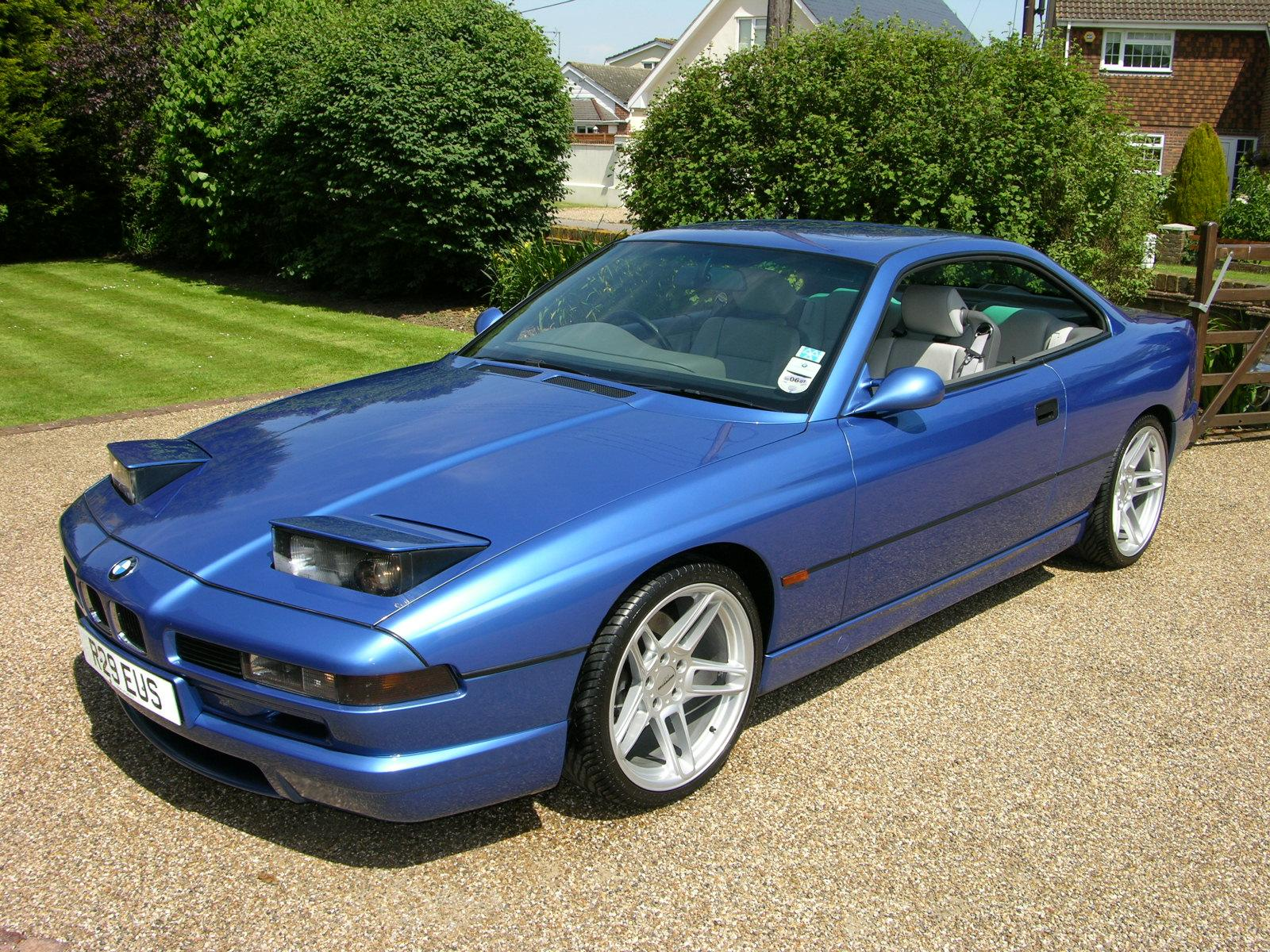
BMW 840Ci

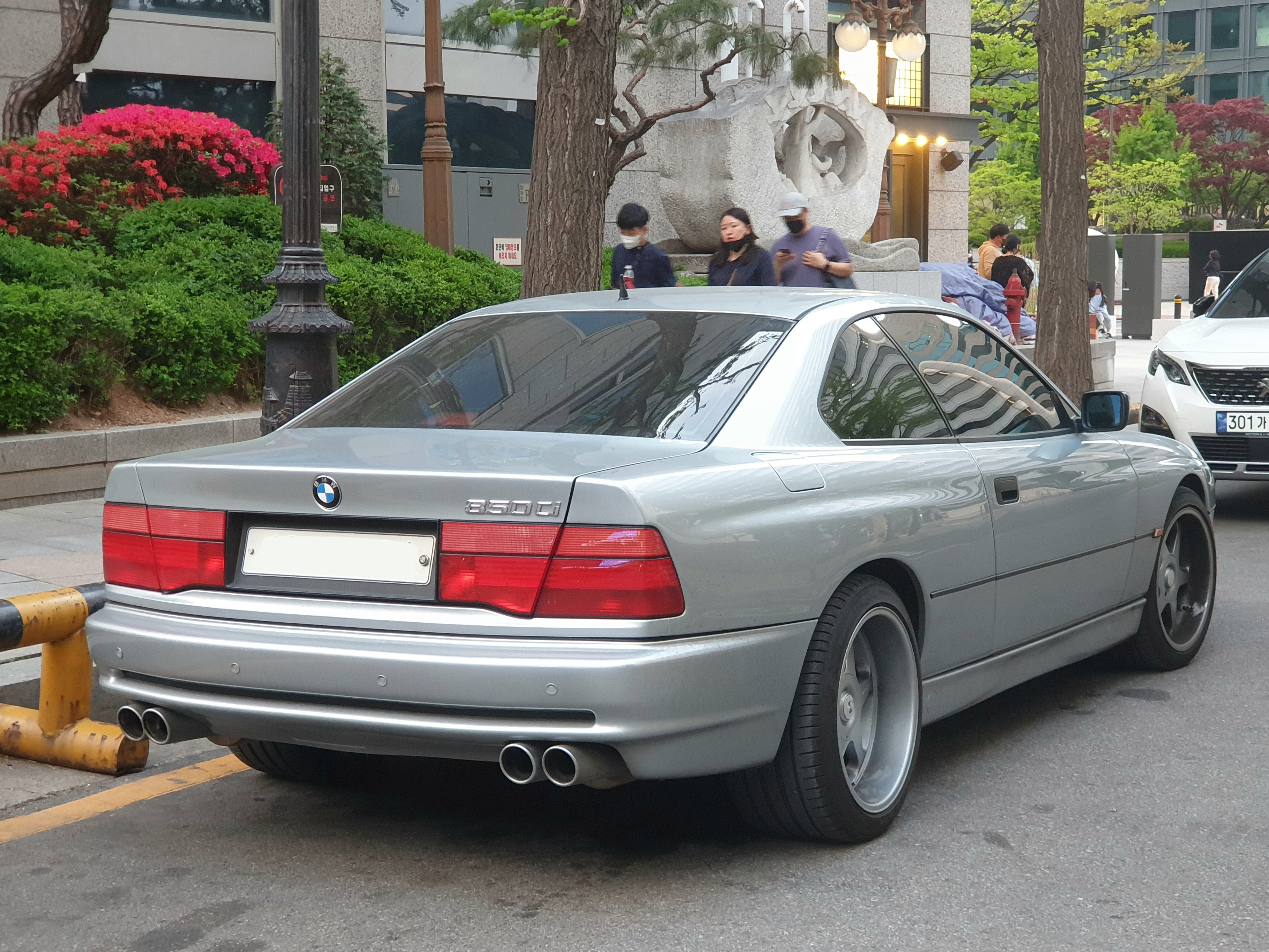
BMW 850Ci

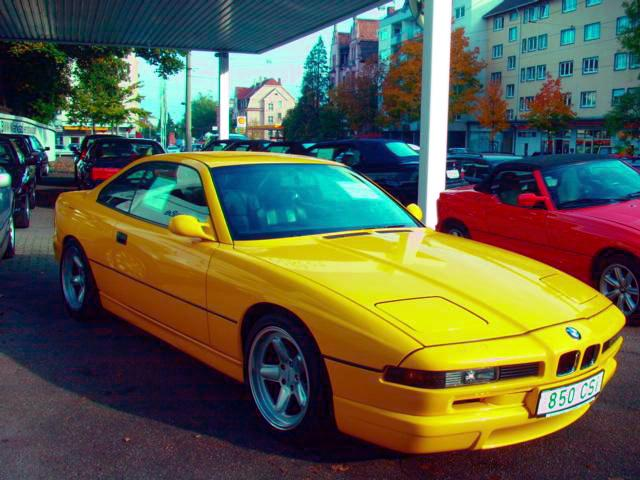
BMW 850CSi

Elegantní karosérie navržená Clausem Luthem je typu kupé s bezrámovými okny bez B sloupku a i po letech působí moderně. Příď vozu je zkosená s výklopnými světlomety čímž se naprosto odlišuje od jiných BMW té doby. Nízký součinitel odporu spolu s výkonným motorem dovolují vozu jet rychlostí až 250 km/h (po odstranění elektronického omezovače až 300 km/h).
Vůz byl uveden na trh v roce 1991 za pořizovací cenu 110 000 amerických dolarů. Ve své době obsahoval množství technických novinek jako částečně řiditelnou zadní nápravu nebo technologii fly-by-wire použitou u plynového pedálu. Množství technického a luxusního vybavení spolu s těžkým motorem však způsobilo, že hmotnost vozu narostla až k hranici dvou tun. Řada 8 tak byla kritizována za to, že se zaměřuje spíše na pohodlí než na jízdní vlastnosti a rychlost, jak je pro BMW typické. Produkce byla ukončena v roce 1999 po 30 621 vyrobených kusech.

## Verze

### 850i (od 1990)
- dvanáctiválec 4988 cm³
- 220 kW při 5200 ot/mi
- 450 Nm při 4100 ot/min
- 250 km/h (elektronicky omezená)
- zrychlení 0 – 100 km/h – 6,8 sec.

### 840Ci (léto 1993 - 1999)
- osmiválec 3982 cm³
- 210 kW při 5800 ot/min
- 400 Nm při 4500 ot/min
- 250 km/h (elektronicky omezená)
- zrychlení 0 -100 km/h – 7,4 sec.

### 850Ci (od podzimu 1993)
- dvanáctiválec 5379 cm³
- 240 kW při 5000 ot/min
- 490 Nm při 3900 ot/min
- 250 km/h (elektronicky omezená)
- zrychlení 0 – 100 km/h – 6,3 sec.

### 850CSi (1993-1996)
- dvanáctiválec 5576 cm³
- 280 kW při 5300 ot/min
- 550 Nm při 4000 ot/min
- 250 km/h (elektronicky omezená)
- zrychlení 0 – 100 km/h – 6,0 sec.

## Technická data
- Délka: 4780 mm
- Šířka: 1855 mm
- Výška: 1340 mm
- Rozvor: 2685 mm
- Hmotnost:[1]
  - 850CSi – 1865 kg
  - 850i – 1792 kg
  - 850Ci – 1955 kg
  - 840Ci (s motorem M60) – 1855 kg
  - 840CiA (s motorem M60) – 1895 kg
  - 840Ci (s motorem M62) – 1855 kg
  - 840CiA (s motorem M62) – 1905 kg